# Ронтиньон
Ронтиньо́н (фр. Rontignon) — коммуна во Франции, находится в регионе Аквитания. Департамент — Атлантические Пиренеи. Входит в состав кантона Узом, Гав и Рив-дю-Не. Округ коммуны — По.
Код INSEE коммуны — 64467.

## География

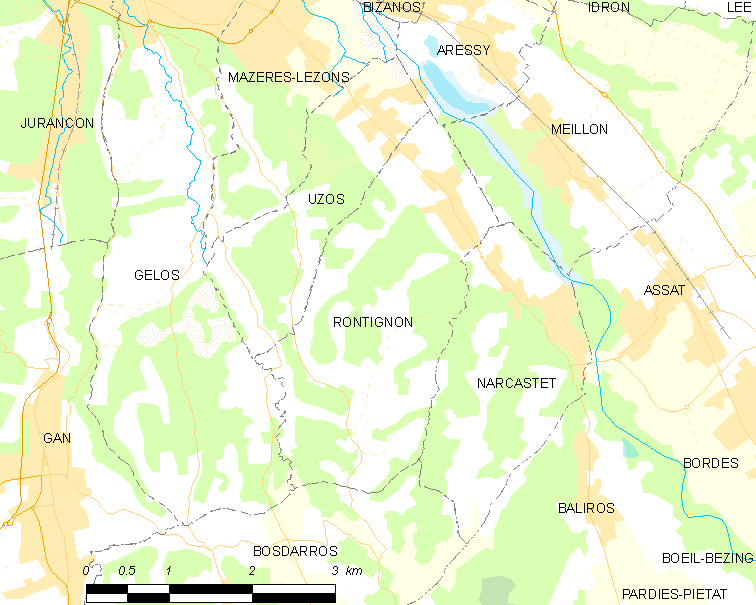
Карта коммуны

Коммуна расположена приблизительно в 660 км к югу от Парижа, в 180 км южнее Бордо, в 6 км к юго-востоку от По.
На юго-западе коммуны протекает река Суст.

### Климат
Климат тёплый океанический. Зима мягкая, средняя температура января — от +5°С до +13°С, температуры ниже −10 °C бывают редко. Снег выпадает около 15 дней в году с ноября по апрель. Максимальная температура летом порядка 20-30 °C, выше 35 °C бывает очень редко. Количество осадков высокое, порядка 1100 мм в год. Характерна безветренная погода, сильные ветры очень редки.

## Население
Население коммуны на 2010 год составляло 737 человек.
| 1962 | 1968 | 1975 | 1982 | 1990 | 1999 | 2010 |
| ---- | ---- | ---- | ---- | ---- | ---- | ---- |
| 309  | 377  | 415  | 558  | 627  | 686  | 737  |

## Администрация
| Период | Период | Фамилия         | Партия | Примечания |
| ------ | ------ | --------------- | ------ | ---------- |
| 1961   | 1978   | Андре Удар      |        |            |
| 1978   | 1995   | Жан-Луи Эскарьо |        |            |
| 1995   | 2014   | Жан Каррер      |        |            |
| 2014   | 2020   | Виктор Дюдре    |        |            |

## Экономика
В 2010 году среди 508 человек трудоспособного возраста (15-64 лет) 322 были экономически активными, 186 — неактивными (показатель активности — 63,4 %, в 1999 году было 63,0 %). Из 322 активных жителей работали 304 человека (154 мужчины и 150 женщин), безработных было 18 (12 мужчин и 6 женщин). Среди 186 неактивных 34 человека были учениками или студентами, 63 — пенсионерами, 89 были неактивными по другим причинам.

## Достопримечательности
- Церковь Св. Петра (1854 год)[4]